# جويل أونتيرسي
جويل اونتيرسي (11 فبراير 1994 بجوهانسبرغ في جنوب أفريقيا - ) هو لاعب كرة قدم سويسري وجنوب أفريقي في مركز الدفاع. شارك مع منتخب سويسرا تحت 16 سنة لكرة القدم ‏ ومنتخب سويسرا تحت 17 سنة لكرة القدم ومنتخب سويسرا تحت 18 سنة لكرة القدم ومنتخب سويسرا تحت 19 سنة لكرة القدم ومنتخب سويسرا تحت 20 سنة لكرة القدم ومنتخب سويسرا تحت 21 سنة لكرة القدم. أما مع النوادي، فقد لعب مع نادي فادوتس ويوفنتوس.

## روابط خارجية
- جويل اونتيرسي على موقع قاعدة بيانات كرة القدم.إي يو (الإنجليزية)
- جويل اونتيرسي على موقع Soccerway.com (الإنجليزية)
- جويل اونتيرسي على موقع عالم كرة القدم.نت (الإنجليزية)
- جويل اونتيرسي على موقع AS.com (الإسبانية)